# خالد المضف
خالد المضف (عربی: خالد المضف؛ زادهٔ ۱۲ ژوئن ۱۹۷۸) تیرانداز اهل کویت است.
وی در مسابقات کشوری و بین‌المللی در مجموع برندهٔ ۸ مدال طلا، ۱۲ مدال نقره، ۵ مدال برنز شده‌است.